# Stenotabanus subtilis
Stenotabanus subtilis är en tvåvingeart som först beskrevs av Luigi Bellardi 1862.  Stenotabanus subtilis ingår i släktet Stenotabanus och familjen bromsar. Inga underarter finns listade i Catalogue of Life.